# Major Command

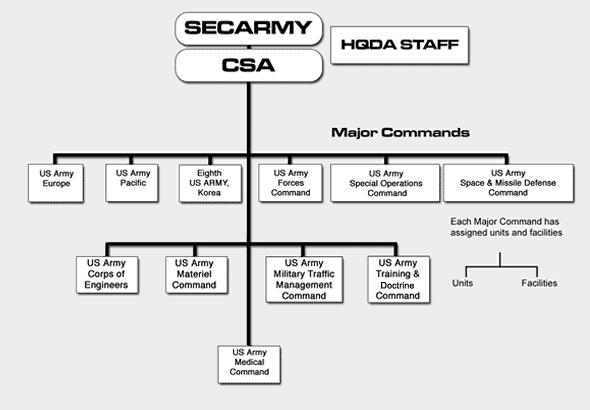
Beispiel: Major Commands der U.S. Army

Ein Major Command (deutsch Hauptkommando, kurz MAJCOM oder MACOM) ist eine höhere Kommandobehörde einer Teilstreitkraft der Streitkräfte der Vereinigten Staaten, die direkt dem jeweiligen Befehlshaber der Teilstreitkraft zur Erfüllung von dessen Aufgaben unterstellt ist. Zu unterscheiden sind Funktional- und Regionalkommandos. Zusammengehörige Major Commands der einzelnen Teilstreitkräfte können unter einem Unified Combatant Command unter Leitung eines Combatant Commander (CCDR) mit speziellen Befugnissen zusammengefasst sein.
Es gibt:
- Major Commands der United States Army
- Major Commands der United States Navy
- Major Commands der United States Air Force